# Explorer 51
Explorer 51 ou AE-C (Atmosphere Explorer-C) est un petit satellite scientifique placé en orbite en 1973. Développé par la NASA dans le cadre de son programme scientifique Explorer, il avait pour objectif de recueillir des données sur les processus d'ionisation de la thermosphère terrestre par le rayonnement ultraviolet du Soleil en analysant plus particulièrement les couches les plus basses de celle-ci. Il fait partie d'une série de trois missions aux caractéristiques et objectifs similaires, comprenant également les satellites AE-D/Explorer 54 (1975) et AE-E/Explorer 55 (1975) qui doivent poursuivre les mesures menées par les missions Explorer 17 (1963) et Explorer 32 (1965) et qui sont conçues également par le Centre de vol spatial Goddard . La charge utile est constituée 14 instruments scientifiques permettant de mesurer le rayonnement solaire ultraviolet, la température, la composition et la densité des ions positifs, des particules neutres et des électrons et de mesurer la lumière du ciel nocturne, le spectre énergétique des photoélectrons, des protons et des électrons dont l'énergie est inférieure à 25 keV. 
Placé sur une orbite fortement elliptique destinée à étudier les processus à l'oeuvre dans les différentes strates de l'atmosphère, le satellite de 658 kilogrammes a modifié au cours de la première année à plusieurs reprises celle-ci à l'aide de sa propulsion en abaissant son périgée jusqu'à 129 km et en modifiant la latitude de celui-ci entre 10 et 68°. Le satellite a par la suite circularisé son orbite à une altitude comprise entre 250 et 390 kilomètres. 

## Contexte

### Troposphère
La structure de l'atmosphère terrestre est composée de strates de gaz de densité décroissante avec l'altitude. La thermosphère , dont l'altitude est comprise entre environ 95 et 500 kilomètres, est la couche située entre la mésosphère (comprise entre 50 et 95 km environ) et l'exosphère qui constitue la dernière couche de l'atmosphère terrestre et dont les caractéristiques se confondent pratiquement avec celles de l'espace interplanétaire (la différence est que les particules qui se trouvent dans l'exosphère sont soumises à la gravité de la Terre) : 
- La caractéristique qui a donné son nom à la thermosphère est que celle-ci interagit avec le rayonnement ultraviolet solaire : celui-ci dissocie le dioxygène présent dans cette strate  ce qui entraine une augmentation de température qui peut atteindre 2 000°C[Note 1],[2]. A contrario c'est dans la mésosphère que l'atmosphère terrestre atteint ses températures les plus basses (jusqu'à -143°C).
- Dans la thermosphère la densité des gaz est suffisamment importante pour que les mouvements des particules soient gouvernés par les collisions mutuelles alors que dans l 'exosphère le nombre de particules devient tellement faible que les collisions entre atomes/molécules disparaissent. Le comportement de ces derniers est alors dicté pratiquement uniquement par leur énergie cinétique aussi certaines de ces particules peuvent échapper à l'attraction de la planète (processus d'échappement atmosphérique) si leur vitesse est suffisante et leur direction de déplacement est adéquate.
- Dans la thermosphère le brassage de l'atmosphère est limité ce qui conduit à une composition de cette couche variant avec l'altitude (les particules les plus lourdes se situant aux altitudes les plus basses) alors que dans la mésosphère le brassage devient suffisant pour que la composition devienne homogène dans toute cette strate.
- Le rayonnement solaire (X et ultraviolet) génère également des ions en arrachant des électrons aux atomes. Ce processus est toutefois moins fréquent que les dissociations. La présence d'ion caractérise l'ionosphère une couche à cheval sur la thermosphère et la mésosphère.
- Les limites inférieure et supérieure de la thermosphère ainsi que les caractéristiques de la thermosphère sont fortement dépendantes du cycle diurne/nocturne et de l'activité solaire.

### Premières investigations spatiales des couches supérieures de l'atmosphère
L'ère spatiale qui débute durant la décennie 1950 avec le lancement des premières fusées-sondes entraine un accroissement rapide des connaissances sur la structure et les caractéristiques des couches atmosphériques supérieures qui n'avaient pu, jusque là, qu'être étudiées à distance. En 1964, plusieurs satellites plus ou moins spécialisés, en particulier ceux développés dans le cadre du programme Explorer (missions scientifiques de la NASA), ont permis d'établir certaines caractéristiques de la thermosphère  : 
- La température augmente fortement entre la base de la thermosphère (turbopause à environ 110 kilomètres d'altitude) et 200 kilomètres. A partir de l'altitude de 250 km la température est pratiquement constante.
- Les composants de l'atmosphère ne sont plus homogènes au-dessus de 120 kilomètres.
- Au dessus de 200 kilomètres on observe une forte variation de température et de densité liée au cycle diurne.
- Les caractéristiques de la thermosphère varient fortement en fonction des saisons.
- La densité et la température dépendent de l'activité solaire et du cycle solaire.
- L'activité magnétique impacte également la densité et la température.

Sans en avoir de preuve directe, le rôle du rayonnement ultraviolet lointain émis par le Soleil dans les processus à l’œuvre dans la thermosphère est alors établi avec certitude. Mais sans instruments dédiés effectuant des mesures in situ il est difficile d'établir le taux d'ionisation et la proportion d'énergie produite par ce processus restant cantonnée au niveau de la thermosphère sous forme de chaleur par rapport à celle s'échappant dans le reste de l'atmosphère terrestre. 

### Une nouvelle méthode d'investigation: l'étude intégrée du système Soleil-Terre
Pour tenter de lever ces interrogations, plusieurs types d'instruments sont mis au point et utilisés à bord de satellites ou de fusées-sondes aux États-Unis et ailleurs. Mais une partie de la communauté scientifique prend conscience à cette époque que la compréhension des processus à l’œuvre nécessite d'abandonner le mode d'investigation en vigueur jusque là qui reposait sur des collectes indépendantes des différentes caractéristiques de l'atmosphère menées par des équipes scientifiques travaillant chacune dans leur coin. Pour progresser il était désormais nécessaire d'étudier simultanément l'ensemble des paramètres du système Terre-Soleil car celui-ci constituait un système intégré. Ce changement de paradigme imposait d'effectuer des mesures de multiples paramètres simultanément. Pour parvenir à modéliser ce système complexe, toutes les données devaient être mises à disposition des scientifiques concernés toutes disciplines confondues.
Historiquement l'étude de la thermosphère va constituer la première mise en œuvre de cette nouvelle méthode d'investigation. Ainsi pour déterminer le taux de production d'ions dans la thermosphère les premières missions spatiales ayant pour objet son étude, vont caractériser en même temps le flux solaire, la concentration de gaz neutres et la température de ces gaz ce qui nécessitait de disposer dans la même mission de de trois instruments complexes capables d'effectuer des mesures d'une grande précision en s'appuyant sur une modélisation relativement précise des phénomènes en jeu. 

### Les premières missions d'aéronomie: Explorer 17 et 32
Dans la première moitié de la décennie 1960 la NASA développe les premiers satellites d'aéronomie, c'est à dire entièrement dédiés à l'étude de l'atmosphère. Ce sont les missions Explorer 17/AE-A (lancée en 1963)  et  Explorer 32 (1966) qui doivent fournir des mesures directes (in situ) des caractéristiques de la thermosphère et permettre ainsi de faire progresser les connaissances sur cette région de l'espace. Ces satellites emportent des instruments mesurent la densité, la composition, la pression et la température qui sont les principaux paramètres pilotant les processus physiques à l'œuvre. Les données recueillies doivent d'une part clarifier et définir les caractéristiques structurelles de l'atmosphère établies jusque-là à travers la mesure de la traînée subie par les satellites mis en orbite. D'autre part les mesures effectuées doivent permettre d'établir la variabilité de ces caractéristiques et leur dépendance vis-à-vis de l'activité solaire.

## Développement de la mission AE-C

### Le concept de satellite VOSS
Au printemps 1965 le centre de vol spatial Goddard confie à la société Spacecraft de Huntsville (Alabama) une étude destinée à déterminer les caractéristiques d'un système de propulsion permettant à un satellite de plonger à plusieurs reprises dans les couches basses de l'atmosphère (jusqu'à 130 kilomètres) puis de rehausser le périgée. L'objectif était de permettre l'étude de cette couche relativement inaccessible de l'atmosphère terrestre (à cette altitude l'atmosphère plus dense génère un échauffement du satellite et augmente la force de trainée qui peut déclencher une rentrée atmosphérique non souhaitée) et donc peu étudiée jusque là. Ces études ainsi que celles menées en interne par le centre Goddard aboutissent au concept de satellite baptisé VOSS (Variable Orbit Scientific Satellite). Un groupe de travail réunissant des scientifiques de la NASA et des chercheurs universitaires  définit les objectifs de ce nouveau satellite et l'instrumentation nécessaire : le résultat est un satellite de 454 kilogrammes emportant de 90 à 136 kg d'instruments et 180 kg d'ergols pour sa propulsion. L'instrumentation très complète et le choix d'une orbite très elliptique permettant une plongée dans la couche inférieure de la thermosphère doit permettre de mesurer pour la première fois les processus photochimiques et thermiques dans cette région de l'espace. Il était prévu dans une deuxième phase de la mission que l'orbite soit circularisée ce qui nécessite d'emporter suffisamment d'ergols.

### Développement
S'appuyant sur l'expérience acquise avec les missions Explorer 17 et 32, il est prévu que le satellite soit stabilisé et que le ratio surface/masse soit réduit pour limiter la force de trainée lorsque le périgée est abaissé. La structure du satellite renforcée a la forme d'un cylindre droit. Un volant d'inertie permet de modifier ou annuler la vitesse de rotation du satellite qui est stabilisé par rotation. Le satellite comprend deux ponts séparés de 43 centimètres et perpendiculaires à l'axe de rotation. Les réservoirs d'ergols sont placés entre ces ponts alors que l'instrumentation est fixée de part et d'autre des deux ponts.

## Objectifs de la mission
La mission AE-C, 51e mission du Programme Explorer est la première d'une série de trois missions aux caractéristiques similaires conçues par le Centre spatial Goddard qui doivent approfondir les investigations menées par Explorer 17 et 32 dans le but mieux connaitre les caractéristiques de l'atmosphère terrestre à des fins scientifiques et pour des applications dans le domaine de la météorologie.

## Caractéristiques techniques

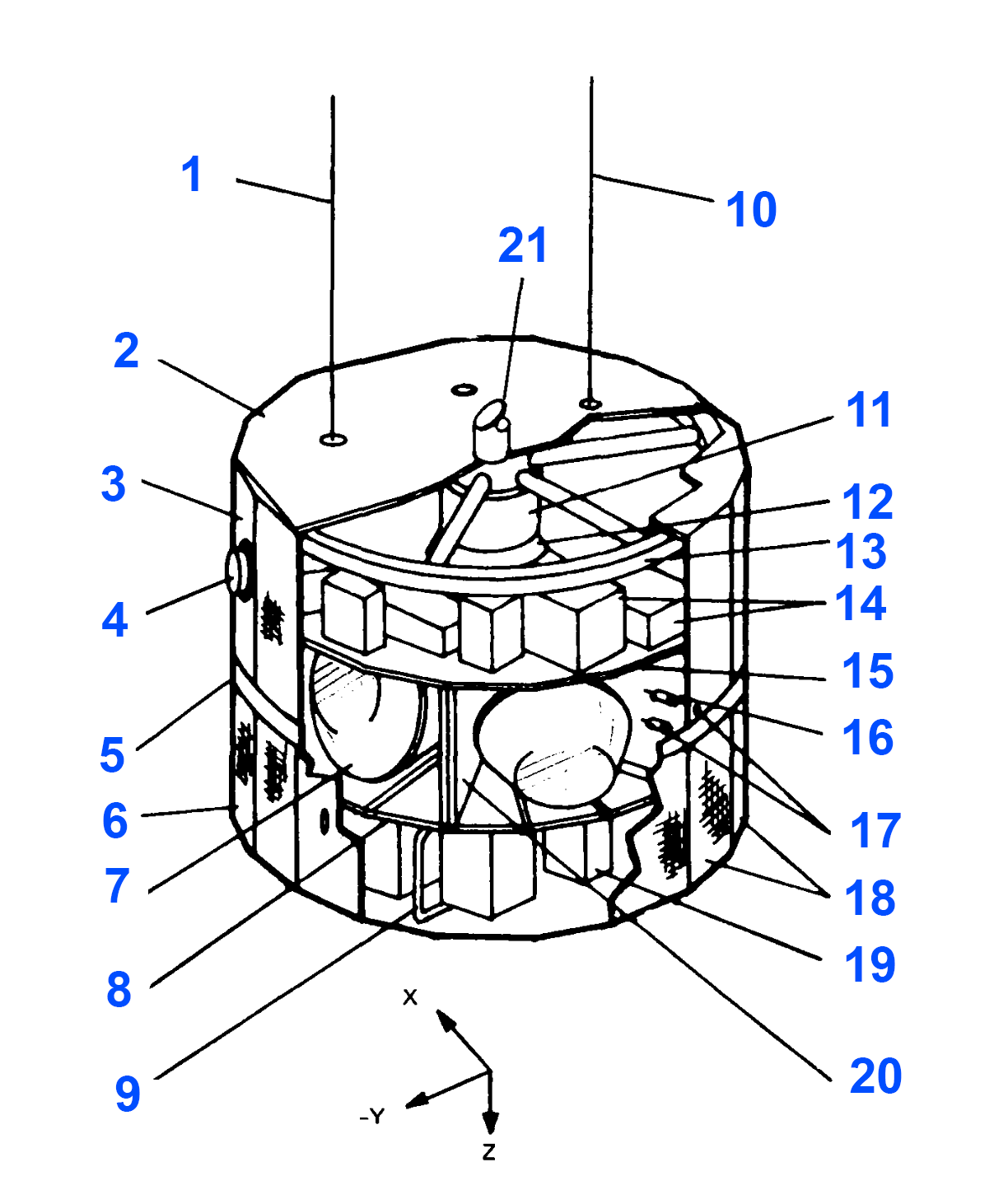
Vue en coupe. Légende : 1 Sonde CEP - 2 Plateau supérieur - 3 Coiffe supérieure - 4 Sonde d'un instrument - 5 Antenne ceinture - 6 Coiffe inférieure - 7 Réservoirs d'ergols (x6) - 8 Plateau intermédiaire inférieur - 9 Amortisseur de nutation - 10 Antenne VHF - 11 Moteur du volant d'inertie - 12 Colonne centrale - 13 Volant d'inertie - 14 Expériences et équipements - 15 Plateau intermédiaire supérieur - 16 Propulseur utilisé pour les modifications de lacet - 17 Propulseurs principaux (changement d'orbite) - 18 Panneaux latéraux - 19 Expériences et équipements - 20 Cloison - 21 Miroir.

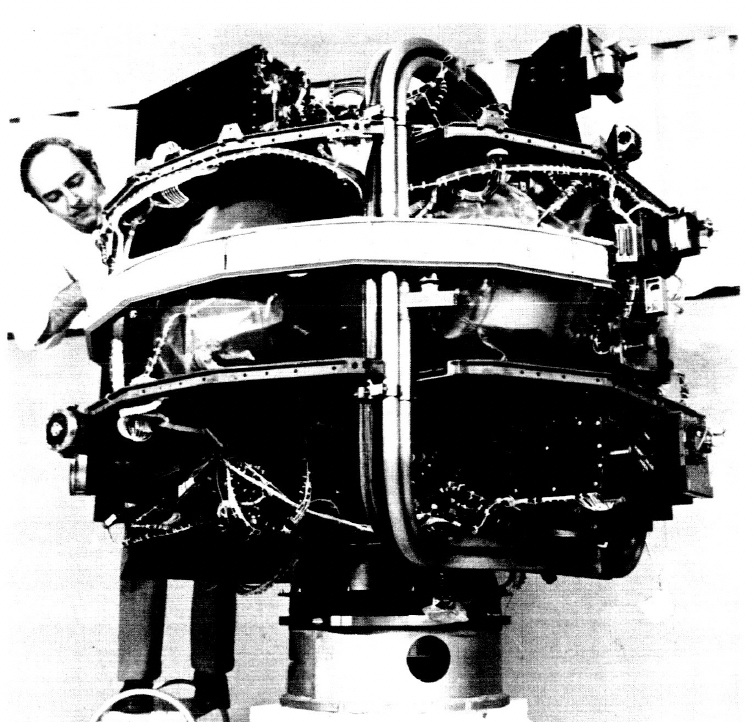
Structure interne du satellite Explorer 55 (AE-E) jumeau de l'Explorer 51.

AE-C a la forme d'un prisme droit à 16 facettes dont le diamètre mesure 135 cm, la hauteur  115 cm et la masse  658 kg. L'énergie est fournie par  10 000 cellules solaires réparties sur la surface du prisme qui produisent 160 Watts et alimentent trois batteries Nickel-Cadmium d'une capacité unitaire de 6 A-h. 100 Watts sont disponibles pour les instruments durant 30% du temps. Le satellite est stabilité par rotation à une vitesse qui peut être comprise entre 0,5 à 8 tours par minute avec 32 pas de vitesse utilisables. La vitesse inférieure permet d'augmenter la résolution des mesures effectuées par certains instruments. L'axe du prisme est maintenu perpendiculaire au plan orbital ce qui signifie que les faces verticales du prisme font tour à tour face à la Terre et à l'espace. Des capteurs d'horizon de Terre et de Soleil sont utilisés pour déterminer l'orientation du satellite. Le contrôle de la vitesse de rotation et de la direction de l'axe de rotation sont obtenus à l'aide d'un volant d'inertie à vitesse variable et des magnéto-coupleurs. La précision de pointage (axe de rotation) est de l'ordre de 2° et la vitesse de rotation est maintenue dans une fourchette de 5%. Durant les plongées dans l'atmosphère dense la stabilité du satellite est obtenue passivement par une répartition des masses qui permet de faire coïncider le centre de masse avec le centre de poussée de la trainée. La vitesse de rotation peut être également annulée notamment pour effectuer des manœuvres de changement d'orbite. Celles-ci sont réalisées à l'aide du système de propulsion qui comprend deux moteurs-fusées à ergols liquides d'une poussée unitaire de 1,8 kilogrammes brulant de l'hydrazine (ergol hypergolique). Les 168 kilogrammes d'ergols, stockés dans six réservoirs et mis sous pression par de l'azote, permettent un changement de vitesse sur l'ensemble de la mission de 610 m/s. Un troisième moteur-fusée est utilisé pour effectuer des corrections du mouvement de lacet. La température à l'intérieur du satellite est maintenue entre 10 et 35°C à l'aide de persiennes mobiles situées à la base du prime, de puits de chaleur, de résistances chauffantes (pour le système de propulsion) et de couches d'isolant thermique. Les données recueillies sont transmises en bande S via une antenne omnidirectionnelle, soit directement avec un débit de 16 kilobits par seconde, soit en différé (à partir d'un enregistreur à bande) avec un débit de 131 kilobits par seconde. Pour contrôler les opérations, les opérateurs au sol disposent de 496 commandes permettant de mettre en marche chaque instrument avec un délai programmé allant jusqu'à 76 heures, de contrôler l'enregistrement sur bande et de modifier les paramètres d'attitude (orientation, vitesse de rotation). Le satellite est conçu pour une durée de vie de 12 mois,,.

## Instrumentation scientifique
La charge utile de AE6C comprend 14 instruments ayant une masse totale de 95 kilogrammes,, :
- deux instruments sont mis en œuvre pour mesurer le rayonnement ultraviolet du Soleil et son absorbtion dans le but de mesurer comment les différentes longueurs de ce rayonnement sont dissipée dans la thermosphère :
  - EUVS (Extreme  Ultraviolet Spectrophotmeter) est un spectrophotomètre mesurant l'atténuation du flux de rayon ultraviolet lointain (140 à 1850 Angstrœms) à toutes les altitudes traversées par le satellite.
  - ESUM (Solar EUV Filter Photometer) mesure le rayonnement ultraviolet lointain dans six bandes spectrales choisies pour leur capacité à ioniser un certain type de particule (molécule ou atome) : 750 à 1100 Angstrœms (ionisation des molécules d'oxygène), 350 à 560 Angstrœms (Oxygène atomique), 350 à 700 Angstrœms (Molécule d'azote), 200 à 500 Angstrœms (protoxyde d'azote), 200 à 800 Angstrœms (protoxyde d'azote), 500 à 800 Angstrœms (Molécule d'azote).
- deux spectromètres de masse aux performances complémentaires sont mis en œuvre pour déterminer la composition et les caractéristiques des particules neutres présentes dans la thermosphère : 
  - OSS (Open Source Neutral Mass Spectrometer) est un spectromètre de masse à source ouverte permettant de mesurer les particules de masse atomique comprise entre 1 et 56.
  - NACE (losed Source Neutral Mass Spectrometer) est un spectromètre de masse à source fermée permettant de mesurer les particules de masse atomique comprise entre 1 et 46.
- La température ambiante des gaz neutres est mesurée par l'instrument NATE (Neutral Atmosphere Temperature Experiment). Celui-ci mesure la distribution de la vitesse  des molécules d'oxygène et d'azote.
- la mesure de la densité de l'atmosphère est réalisée à l'aide de l'instrument MESA (Atmosphere Density Accel) constitué de trois accéléromètres mesurant dans les trois axes l'intensité des forces de trainée.
- Plusieurs instruments sont utilisés pour mesurer les caractéristiques des particules chargées constituant le plasma froid de la thermosphère
  - BIMS (Positive Ion Mass Spectrometer) est une spectromètre de masse mesurant de manière continue les ions ayant une charge positive et dont la masse atomique est comprise ente 1 et 36. L'instrument permet de mesurer les concentrations d'ions comprises entre 10 et 2 millions d'ions par cm³.
  - MIMS (Magnetic Ion Spectrometer) est un spectromètre de masse mesurant les concentrations d'ions ayant une  masse atomique comprise ente 1 et 64. Il comporte trois mécanismes de détection distincts couvrant respectivement les ions de masse atomique 1 à 4, 4 à 16 et 16 à 64.
  - RPA (Retarding Potentiel Analyser)
- Un autre groupe d'instruments analyse le nombre et l'énergie des électrons présents dans la thermosphère : 
  - Sonde électrostatique cylindrique
  - LEE (Low Energy Electron experiment)
  - PES (Photoelectron Spectrometer)
- VAE (Visual Airglow Experiment)

- Les autres instruments sont : 
  - UVNO (UV Nitric Oxide)
  - NATE (Neutral Atmosphere Temperature Experiment)
  - Manomètre à capacité
  - Plage de mesure des ions à cathode froide
  - Instrument d'alarme de température

## Déroulement de la mission

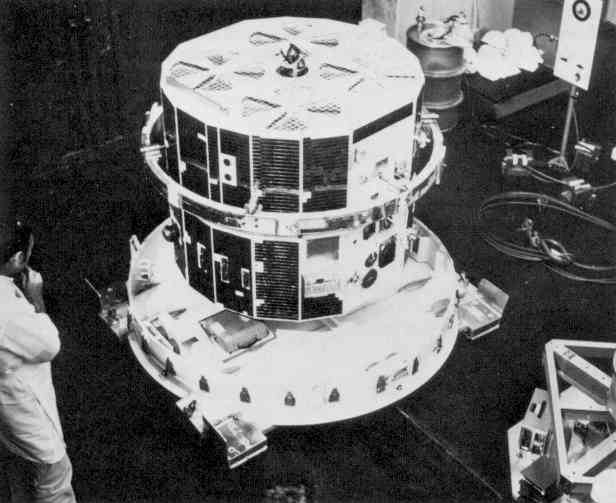
Le satellite Explorer 54, jumeau de l'Explorer 51, complètement assemblé.

Explorer 51 est placé en orbite le  16 décembre 1973   par une fusée Thor Delta 1900 (dans une version comportant 9 propulseurs d'appoint) décollant de la base de lancement de Vandenberg. Le lancement eu lieu 45 jours après la date prévue, en partie à la suite de la découverte d'un mauvais alignement de l'axe de rotation qui nécessita l'ajout de masselottes.  Le satellite est placé sur une orbite basse fortement elliptique de 4 294 km × 149 km avec une inclinaison orbitale de 68,1° et une période de révolution de 132,30 minutes. Après une phase de vérification d'une durée d'un mois, le satellite commence les phases d'excursion en orbite très basse (jusqu'à  129 km) d'une durée de 24 heures et espacée en moyenne de 2 semaines. La latitude du périgée durant cette phase a évolué entre 10 et 68°. Le 4 aout 1974 tous les objectifs portant sur les processus photochimiques ayant été atteint avec le recueil de données exploitables par les 14 instruments, l'orbite du satellite est  circularisée  à une altitude qui par la suite sera comprise entre 250 et 390 kilomètres. Le satellite est détruit au cours de sa rentrée atmosphérique qui a lieu le 12 décembre 1978,.